# Anuk Arudpragasam
Anuk Arudpragasam (tamoul : அனுக் அருட்பிரகாசம்), né en 1988 à Colombo, est un auteur sri-lankais tamoul écrivant en anglais et en tamoul.
Docteur en philosophie diplômé à l’université Columbia, il a publié deux romans. Le premier, Un bref mariage, a été nommé au prix Dylan-Thomas. Le deuxième, Un passage vers le Nord, lui a valu d’être l’un des finalistes du Prix Booker en 2021.

## Biographie

### Enfance et éducation
Arudpragasam est né en 1988 à Colombo, Sri Lanka, de parents tamouls. Il a grandi dans une famille aisée de Colombo. Sa famille est originaire du nord-est du pays. Cependant, lui-même n'a jamais été en contact direct avec la guerre civile qui a fait rage dans le nord et l'est de Sri Lanka de 1983 à 2009. Bien qu'il ne soit pas issu d'une famille littéraire, ses parents l'ont encouragé à lire des livres dès son plus jeune âge. Arudpragasam n'a suivi leurs conseils qu'à l'adolescence, lorsqu'il a trouvé un goût pour la littérature philosophique dans une librairie de Colombo. Il a déménagé aux États-Unis à l'âge de 18 ans pour poursuivre des études à l'université Stanford, où il a obtenu un Bachelor of Arts (BA) en 2010. Après l'obtention de ce diplôme, il a vécu pendant un an dans l'État indien du Tamil Nadu. Il a ensuite entamé un doctorat en philosophie à l'université Columbia, qu'il a achevé en 2019.

### Carrière littéraire
Arudpragasam  a amorcé sa carrière d'écrivain en 2016 avec la publication d'Un bref mariage (The Story of a Brief Marriage). Ce roman, écrit entre 2011 et 2014, décrit un jour et une nuit dans la vie de deux jeunes Tamouls, Dinesh et Ganga, qui sont contraints de se marier alors que l'armée srilankaise intensifie ses bombardements sur le camp où ils sont réfugiés. « J'ai grandi dans le sud de Sri Lanka dans une famille aisée, protégée autant qu'on peut l'être de la guerre », a déclaré Arudpragasam au magazine Guernica. « [Ce livre] était une tentative de dépasser certaines différences d'expérience entre moi et ces nombreuses autres personnes du nord du pays dont je me trouvais détaché. »
Une critique du Monde a loué un « premier roman, impressionnant de maîtrise, de densité et de force. » Le romancier irlandais Colm Tóibín qualifie ce premier roman de « petit chef-d'œuvre intemporel. » Un bref mariage a remporté le prix DSC de littérature sud-asiatique (2017) et le Shakti Bhatt First Book Award (2017),, et a été présélectionné pour le prix Dylan Thomas (2017) et l'Internationaler Literaturpreis (2018),.
Le deuxième roman d'Arudpragasam, Un passage vers le nord (A Passage North), a été présélectionné pour le Prix Booker 2021. Une critique du Guardian décrit le livre comme « une autre méditation profonde sur la souffrance mais, cette fois, le narrateur [...] est à distance, luttant contre la culpabilité du survivant et les séquelles de la guerre. » Arudpragasam déclare qu'« Un passage vers le nord témoigne davantage de la violence observée à distance que de celle vécue au plus près. [...] En ce sens, ce livre est plus proche de ma propre expérience de la guerre. »
Arudpragasam travaille actuellement à un troisième roman « sur les mères et les filles de la diaspora tamoule, dont l'action se déroule entre New York et Toronto. »

## Œuvres
- Un bref mariage, Gallimard, 2016 ((en) The Story of a Brief Marriage, 2016), trad. Élodie Leplat
- Un passage vers le nord, Le bruit du monde, 2023 ((en) A Passage North, 2021), trad. Dominique Vitalyos